# シーニ
シーニ（イタリア語: Sini）は、イタリア共和国サルデーニャ自治州オリスターノ県にある、人口約500人の基礎自治体（コムーネ）。

## 地理

### 位置・広がり

#### 隣接コムーネ
隣接するコムーネは以下の通り。括弧内のSUは南サルデーニャ県所属を示す。
- バラーディリ
- ジェノーニ (SU)
- ジェヌーリ (SU)
- ゴンノズノ